# 8 Флора
8 Фло́ра — великий яскравий астероїд головного поясу.
Це найближчий до Сонця великий астероїд. Жодний ближчий до Сонця астероїд не має діаметра більше 25 кілометрів (20 % від діаметра Флори). Лише за 28 років після Флори був відкриттий астероїд 149 Медуза на ближчій середній відстані від Сонця.
Флора є сьомим за яскравістю астероїдом із середньою зоряною величиною в протистояння +8,7. Флора може досягати величини +8,1 за сприятливого протистояння поблизу перигелію, як це сталося в листопаді 2020 року, коли вона опинилась на відстані 0,88 а. о. від Землі.

## Відкриття та найменування
Флора була відкрита Джоном Хайндом 18 жовтня 1847 року. Це було його друге відкриття астероїда після астероїда 7 Ірида.
Назва Флора була запропонована Джоном Гершелем від Флори, латинської богині квітів і садів, дружини Зефіра (уособлення західного вітру) і матері Весни. Грецький еквівалент — Хлоріда, у якої є власний астероїд 410 Хлоріда, але грецькою мовою 8 Флора також називається 8 Хлоріда (8 Χλωρίς).
Старий символ Флори передавався по-різному: , і т. д.

## Характеристики
Аналіз кривої блиску показує, що полюс Флори вказує на екліптичні координати (β, λ) = (16°, 160°) з похибкою 10°. Це дає осьовий нахил 78° плюс-мінус десять градусів.
Флора є батьківським тілом сім'ї Флори і його найбільшим членом. На нього припадає близько 80 % від загальної маси сімейства. Тим не менш, Flora майже напевно була зруйнована ударом або ударами, які сформували сімейство, і, ймовірно, є гравітаційним агрегатом, утвореним з більшості уламків.
Спектр флори вказує на те, що її поверхневий склад є сумішшю силікатної породи (що включає піроксен і олівін) і металевих нікелю та заліза. Флора і вся сім'я Флори в цілому є хорошими кандидатами на роль батьківських тіл L-хондритових метеоритів. Цей тип метеоритів становить 35 % метеоритів, що падають на Землю.
26 липня 2013 року Флора покрила зорю 2UCAC 22807162 над частинами Південної Америки, Африки та Азії.
Під час спостереження 25 березня 1917 року Флора була помилково прийнята за зорю 15-ї величини TU Лева, що призвело до класифікації цієї зорі як катаклізмічної змінної типу U Близнят. Ця помилка була виявлена лише в 1995 році.

## В культурі
У науково-фантастичному фільмі «Зелений слиз» 1968 року орбітальне збурення штовхнуло астероїд Флора на курс зіткнення із Землею.